# Binnebergs tingshus
Binnebergs tingshus är en byggnad i Binneberg i Skövde kommun. Den uppfördes under åren 1750–1759 för Binnebergs tingslag. Byggnaden är byggnadsminne sedan den 6 februari 1978.

## Historia
Binneberg har varit tingsplats för Binnebergs tingslag sedan 1641, även om tingslaget mellan 1671 och 1685 höll ting i Odensåker. Den gamla riksvägen till Stockholm sträckte sig tidigare förbi tingshuset, som ligger på en höjd och syns vida omkring. Huset flankeras av två flygelbyggnader, en reveterad byggnad i en våning och en panelbeklädd faluröd byggnad också den uppförd i en våning. Flyglarna fungerade under tingstiden som gästgiveri. Mitt emot husansamlingen ligger Binnebergs kyrka.
Binneberg blev fast tingsplats år 1641 sedan häradsrätten länge fört en ambulerande tillvaro mellan olika orter. Det äldsta kända tingshuset uppfördes på 1750-talet. Av detta kvarstår bottenvåningen av sten i den nuvarande byggnaden. Övervåningen av trä tillkom 1816. Tingshuset var säte för häradsrätten i Södra Vadsbo fram till 1891. Därefter användes huset främst som skola, lärarbostad och sammanträdeslokal för kommunstämman. År 1950 utfördes en restaurering, varvid tingssalen återställdes och byggnaden inreddes till museum. Sedan stiftelsen Binnebergs tingshus bildats 1965 genomgick byggnaden åter en restaurering. Tingshuset rymmer nu även ett skolmuseum och lokaler för föreningsverksamhet. Arkivet i bottenvåningen innehåller bland annat äldre rättshandlingar.

## Beskrivning
Binnebergs tingshus ligger på västra sidan av byvägen snett emot Binnebergs kyrka. Den grusade uppfarten till tingshuset flankeras närmast vägen av två askträd. Gårdsplanen framför tingshuset är täckt av grus men har i mitten en gräsrundel med en stor ask som vårdträd. På ömse sidor om gårdsplanen står två bostadshus som flyglar till tingshuset. Tingshusbyggnaden har en bottenvåning av sten med vita spritputsfasader och en övervåning av trä med panelklädda faluröda fasader.

### Exteriör
Binnebergs tingslags tingshus uppfördes från början i en våning av sten, men efter problem med fukt beslutades i början av 1800-talet att bygga på huset med en timrad övervåning. Bottenvåningen är idag vitputsad och andra våningen är klädd med rödmålad panel. Sadeltaket är tegelbelagt och fönster och dörrar saknar omfattningar. En dubbeltrappa av natursten leder upp till den centralt placerade entrén, som vänder sig mot den öppna platsen framför huset.
Den äldsta tingssalen på bottenvåningen har djupa fönsternischer i fonden och golv av kalksten. Salen restaurerades kraftigt på 1950-talet. På övervåningen, dit salen flyttades efter påbyggnaden på 1800-talet, har samlingslokal och skolmuseum inretts under senare tid. Efter att häradsrätten hade flyttat från huset vid sekelskiftet 1900 användes det nämligen som skola, och när den också flyttade på 1960-talet renoverades även andra våningen. Där hade, förutom skola, också funnits en lärarbostad. Häktet, liksom arkivet på bottenvåningen, är bevarade.
En omfattande renovering på 1950-talet gav byggnaden dess nuvarande utseende. Då ersattes bland annat två välvda rundbågiga träportar på var sida om entrén med fönster och salen på bottenvåningen, samt de två kamrarna, restaurerades. Arbetet initierades och möjliggjordes av Sixten Västgöta-Bengtsson, som under en av sina resor fick se huset i förfall. Huset användes vid denna tid som potatislager och skola.
I Nya Lagberedningens betänkande från 1884 kommenterades att tingshuset befanns i "laga skick", och att det var indelat i förstuga, sal och fyra rum jämte två fångceller. Tingssalen ansågs något för liten.

### Interiör
Genom entrén kommer man in till en hall med trätrappor till övervåningen, golvet är lagt med kalkstensplattor och väggarna slätputsade och målade med vit kalkfärg. Innanför trapphallen ligger den restaurerade tingssalen i byggnadens mitt, golv och väggar består av samma material som hallen. I bottenvåningens norra del finns ett rum inrett till kontor samt ett arkivrum, i södra delen finns två kammare som fungerar som museum över bland annat tingshusverksamheten. Dessa rum har plankgolv. På övervåningen finns en skolsal bevarad och inredd som skolmuseum, övriga lokaler har renoverats och inretts till kök och möteslokaler. På både bottenvåningen och övervåningen finns ett flertal vitkalkade öppna spisar.